# Lijst van staatshoofden van IJsland
Dit is een lijst van staatshoofden van IJsland.

## Beknopt overzichtgeschiedenis van IJsland
| 930-1262   | Gemenebest van IJsland                                                              |
| 1262-1268  | Personele unie met Noorwegen (Jarldom [baronie] IJsland)                            |
| 1319-1343  | Personele unie met Noorwegen en Zweden                                              |
| 1397-1536  | Kalmarunie                                                                          |
| 1425       | Kortstondige bezetting door Engelse piraten                                         |
| 1536-1918  | Unie met Denemarken                                                                 |
| 1720-1776  | De Faeröer en Groenland worden vanuit IJsland bestuurd                              |
| 1809       | Kortstondige Republiek IJsland                                                      |
| 1814       | Erkend als Deens grondgebied                                                        |
| 1904       | Autonomie voor IJsland                                                              |
| 1904       | Onafhankelijkheid voor IJsland (koninkrijk IJsland) (Personele unie met Denemarken) |
| 1940       | De facto einde van de personele unie na Duitse bezetting van Denemarken             |
| 1944-heden | Republiek IJsland uitgeroepen, verbreking personele unie met Denemarken             |

## Staatshoofden van IJsland (1262-heden)

### (Noorse) koningen (1262-1533)
| Monarch | Monarch                                    | Regeringsperiode |
| ------- | ------------------------------------------ | ---------------- |
|         | Haakon IV van Noorwegen (1204-1263)        | 1262-1263        |
|         | Magnus VI van Noorwegen (1238-1280)        | 1263-1280        |
|         | Erik II van Noorwegen (1268-1299)          | 1280-1299        |
|         | Haakon V van Noorwegen (1270-1319)         | 1299-1319        |
|         | Magnus VII van Noorwegen                   | 1319-1343        |
|         | Haakon VI van Noorwegen (1340-1380)        | 1343-1380        |
|         | Olaf IV van Noorwegen (1370-1387)          | 1380-1387        |
|         | Margaretha I van Noorwegen (1353-1412)     | 1387-1412        |
|         | Erik VII van Denemarken (1382-1459)        | 1412-1442        |
|         | Christoffel III van Denemarken (1418-1448) | 1442-1448        |
|         | Karel VIII van Zweden (1409-1470)          | 1449-1450        |
|         | Christiaan I van Denemarken (1426-1481)    | 1450-1481        |
|         | Hans van Denemarken (1455-1513)            | 1481-1513        |
|         | Christiaan II van Denemarken (1481-1559)   | 1513-1523        |
|         | Frederik I van Denemarken (1471-1533)      | 1523-1533        |

### (Deense) koningen (1534-1912)
| Monarch | Monarch                                    | Regeringsperiode |
| ------- | ------------------------------------------ | ---------------- |
|         | Christiaan III van Denemarken (1503-1559)  | 1534-1559        |
|         | Frederik II van Denemarken (1534-1588)     | 1559-1588        |
|         | Frederik III van Denemarken (1609-1970)    | 1648-1670        |
|         | Christiaan V van Denemarken (1646-1699)    | 1670-1699        |
|         | Frederik IV van Denemarken (1671-1730)     | 1699-1730        |
|         | Christiaan VI van Denemarken (1699-1746)   | 1730-1746        |
|         | Frederik V van Denemarken (1723-1766)      | 1746-1766        |
|         | Christiaan VII van Denemarken (1749-1808)  | 1766-1808        |
|         | Frederik VI van Denemarken (1768-1839)     | 1808-1839        |
|         | Christiaan VIII van Denemarken (1786-1848) | 1839-1848        |
|         | Frederik VII van Denemarken (1808-1863)    | 1848-1863        |
|         | Christiaan IX van Denemarken (1818-1906)   | 1863-1906        |
|         | Frederik VIII van Denemarken (1843-1912)   | 1906-1912        |

### Koning vanIJsland(1912-1944)
| Monarch | Monarch                                            | Regeringsperiode |
| ------- | -------------------------------------------------- | ---------------- |
|         | Christiaan X van Denemarken en IJsland (1870-1947) | 1912-1944        |

### Presidenten van IJsland (1944-heden)
| President | President                           | Ambtstermijn | Partij |
| --------- | ----------------------------------- | ------------ | ------ |
|           | Sveinn Björnsson (1881-1952)        | 1944-1952    | n/p    |
|           | Ásgeir Ásgeirsson (1894-1972)       | 1952-1968    | AF     |
|           | Kristján Eldjárn (1916-1982)        | 1968-1980    | n/p    |
|           | Vigdís Finnbogadóttir (1930)        | 1980-1996    | n/p    |
|           | Ólafur Ragnar Grímsson (1943)       | 1996-2016    | n/p    |
|           | Guðni Thorlacius Jóhannesson (1968) | 2016-2024    | n/p    |
|           | Halla Tómasdóttir (1968)            | 2024 - heden | n/p    |

Afk.: n/p= partijloos - FSF= Progressieve Partij (agrarisch/centrum/liberaal) - AF= Arbeiderspartij (sociaaldemocratisch)